# 머나먼 쏭바강
《머나먼 쏭바강》은 1993년 11월 15일부터 1994년 1월 25일까지 창사특집으로 방영된 SBS 월화 미니시리즈이며, 월남전을 배경으로 참전 군인의 갈등을 그린 작품이다. 영화로만 활동하던 박중훈의 첫 드라마이며, 그해 SBS 연기대상 드라마 부문 최우수연기상을 수상하였다.
참고로 제목의 베트남 쏭바강은 베트남어로 "Sông Ba"로 Sông이 베트남어로 '강'이라는 의미이기 때문에 "머나먼 바강"이 정확한 강 명칭을 사용한 제목이다.
한편, <테마 시리즈>부터 <머나먼 쏭바강>까지 SBS의 9시 월화드라마는 한동안 미니시리즈로 방영됐고 <영웅일기>를 통해 미니시리즈 형식이 재개됐다.
하지만, 방송 시간대가 월요일 화요일 오후 8시 50분이었던 터라 주요시청층인 남성시청자들을 뉴스에 빼앗긴 것이 '편성 실수'란 지적을 받기도 했다.

## 등장 인물

### 깐송 육군 제9보병사단 29연대 3대대 10중대 (백마)
병
- 박중훈 10중대 1소대 2분대 부분대장 황일천 상병 → 병장 역
- 이기영 10중대 1소대 2분대 소총수 이해일 일병 → 상병 역†
- 권해효 10중대 1소대 2분대 소총수 성한수 일병 역†
- 성동일 10중대 1소대 2분대 소총수 양용천 일병 역
- 정인석 10중대 1소대 2분대 소총수 김성일 병장 역†
- 손영춘 10중대 1소대 2분대 위생병 겸 M79유탄발사기 사수 진 병장 역†
- 이두일 10중대 1소대 2분대 M60 기관총 사수 천 상병 역†
- 오대규 10중대 1소대 2분대 소총수 구 상병 역
- 이승형 10중대 1소대 2분대 소총수 정송현 일병 역
- 김양옥 10중대 1소대 2분대 통신병 오 상병 역†

장교
- 이승철 10중대장 정광석 대위 역†
- 이동진 후임 10중대장 최병국 대위 역
- 김의성 10중대 1소대장 이진욱 중위 역
- 김준영 10중대 화기소대장 배의권 중위 역

부사관
- 정동환 10중대 1소대 선임하사 김광호 중사 역†
- 문용민 10중대 1소대 2분대장 유동수 하사 역
- 박성철 10중대 1소대 1분대장 박 하사 역

### 깐송 병장의 가족
- 린단팜 응 웬 띠 빅뚜이 역 (황일천 병장의 애인)
- 흐엉장 (종종 '흥쟝'로 잘못 표기 됨) 융 역 (진 병장의 현지 처)

### 사이공 주월 한국대사관, 사이공 주월사령부, 나트랑 주월야전사령부
- 이경영 육군 제9보병사단 29연대, 3대대, 10중대, 1소대, 2분대 소총수 → 주월한국군사령부 사이공 탄손누트공항 T.M.O 관리병 → 주월야전사령부 민사심리대 정훈병 김기수 상병 → 병장 역
- 박근형 주월남 대한민국 대사관 무관부 박광우 예비역 대령 역 (김기수 병장의 외숙부)
- 박상조 주월한국군사령부 사이공 탄손누트 공항 T.M.O 주임상사 서상태 상사 역†
- 김주영 주월한국군사령부 CIC 방첩대 마 상사 역
- 이은철 나트랑 주월야전사령부 민사심리대 통역병 역

### 나트랑 육군 제100군수지원사령부 (십자성)
- 김지수 십자성부대 제102후송병원 간호장교 이옥임 중위 → 대위 역 (귀국] 후 황일천 병장의 배우자)
- 이동신 십자성부대 제102후송병원 외과 군의관 남 대위 역

### 닌호아 육군 제9보병사단 사령부 (백마)
- 김영인 육군 제9보병사단 사단장 역
- 남포동 육군 제9보병사단 29연대 본부대 인사계 역
- 한무 문화선전대 MC 역

### 태평양무역
- 심양홍 前 주월사령부 작전참모 태평양 무역 상무이사 역
- 김흥기 유 사장 역
- 박영지 유사장 부하직원 역
- 오현섭 유사장 부하직원 역

### 베트콩 (남베트남 민족해방전선)
- 던즈엉 (종종 '돈두옹'로 잘못 표기 됨) 베트콩 (남베트남 민족해방전선) 트린 소령 역 (빅뚜이, 키엠의 선배)
- 데이비드 푸안 치엠 베트콩 응웬 찬 푸 키엠 중위 역 (빅뚜이의 사촌동생, 트린 소령의 후배)†
- 타인마이 (종종 '탄마이'로 잘못 표기 됨) 베트콩 로얀 중위 역(키엠의 약혼녀)†

### 사이공 마피아
- 나디아 드보아 린느 티 투 역 (김기수의 애인)†
- 홍 반 보우 역 (린느의 남동생)†
- 로렌스 마 사이공 마피아 보스 로이 역†
- 홍 푹 렁 역 (월남 특수사 수사관)†

### UPI통신
- 마이클 먼츠 마이클 로저스 역 (UPI통신원)†
 † 극중 사망

## 수상
- 1993년 SBS 스타상 탤런트부문 남자 최우수연기상 박중훈
- 1993년 SBS 스타상 탤런트부문 남자 신인연기상 오대규
- 1994년 제21회 한국방송대상 TV드라마작품상
- 1994년 제21회 한국방송대상 촬영상(서득원)
- 1994년 제21회 한국방송대상 미술상(이재일)

## 참고 사항
- 원래 MBC에서 편성될 계획이었지만 MBC의 예산문제 때문에 제작일정이 지연되어[2] 불발되었다가 뒷날 SBS로 방송사가 변경됐다.
- 연극연출가 이윤택이 드라마를 집필하여[3] 화제가 됐다.
- 당초 변우민, 박중훈 등이 주역으로 거론됐으나 병역문제로 물의를 일으킨 것(변우민), 영화 해외촬영(박중훈) 등으로 불발되자, 최수종(황일천 병장), 이경영(김기수)이 주역으로 낙점됐다.[4]
- 이경영은 <머나먼 쏭바강>이 영화 하얀 전쟁에 이어 또다시 월남전을 다룬 드라마라 출연을 사양할 뻔 했지만 <머나먼 쏭바강>이 갖고 있는 작품성에 매료되어 출연하겠다는 최종 결단을 내렸다.[5]
- 그러나, 최수종은 MBC와의 의리 문제로[6] 출연을 고사하였고 황일천 역은 박중훈이 맡게 되었다.
- 1997년 7월 5일부터 100분짜리로 재편집하여 8회 재방송할 예정이었으며, SBS는 <머나먼 쏭바강> 외에도 <모래시계>, <임꺽정>을 재방영할 계획이었으나 시청자들로부터 "새로운 기획이 아니라 `과거의 영예'를 우려먹는 안일한 처사"란 지적을 받자 계획을 취소하였다.[7]
- 박중훈은 <머나먼 쏭바강> 이후 영화에만 전념해 왔으나 OCN <나쁜 녀석들 : 악의 도시>[8]를 통해 안방극장에 복귀하게 됐다.
- 김성령이 이옥임 역 물망에 올랐으나[9] 개인사정 때문에 고사했다.

## 같이 보기
- 베트남 전쟁